# Bartow, Florida
Bartow är en stad (city) i Polk County, i delstaten Florida, USA. Enligt United States Census Bureau har staden en folkmängd på 17 501 invånare (2011) och en landarea på 119 km². Bartow är huvudort i Polk County.

## Kända personer från Bartow
- Spessard Holland, politiker
- Ray Lewis, utövare av amerikansk fotboll
- Adam Putnam, politiker